# Геологія Італії
Геологічна будова Італії.

За геологічною будовою і рельєфом Італію можна розділити на чотири головних регіони: Альпи і басейн По на півночі, Апеннінський півострів з Сицилією і Сардинія.
Структури Альпійської складчастої геосинклінальної області представлені Альпами, Апеннінами і Калабрійсько-Сицилійською системою. Північні Альпи належать до Альпійсько-Карпатської гілки Альпійської області. Південні Альпи — самостійний елемент; на сх. переходять в систему Динарид. Південні і Північні Альпи розділені Періадріатичною (Інсубрійською) зоною розломів, вздовж якої розміщені масиви кайнозойських ґранодіоритів і тоналітів. Північні Альпи характеризуються покривною структурою яка сформувалася до початку олігоцену і частково була ускладнена під час піздньокайнозойського горотворення. Складаються з доальпійської основи і альпійських комплексів. Альпійська основа складена метаморфічними породами, мігматитами і гранітами докембрію та палеозою, а також осадовими породами карбону і пермі. Альпійські комплекси (чохол) представлені в основному осадовими породами мезозою-кайнозою. Південні Альпи також складаються з доальпійської основи і альпійських комплексів. Тектонічна структура порівняно проста. Апенніни складаються з внутрішніх (інтерніди) і зовнішніх (екстерніди) зон. Внутрішня зона складена в основному мезозойсько-третинними породами. Калабрійсько-Сицилійська система має форму опуклої дуги. Вона складається з тектонічних покривал і лусок, насунених одна на одну. 
Високі гори в Західних Альпах складені стійкими кристалічними породами, наприклад гранітами, що залягають в ядрах хребтів. Багато вершин там мають форму крутих загострених пірамід. Це характерна особливість гір, складених дуже міцними породами, що зазнали льодовикової обробки. Східніше за Лаго-Маджоре міцні породи перекриті вапняками, які руйнуються швидше, ніж кристалічні породи, тому гори там не так високі, а долини не так глибокі, як на заході. У Доломітових Альпах в області Трентіно-Альто-Адідже, де вапняки заміщені міцнішими породами — доломітом, характерні зубчаті гребені гір, створені під впливом ерозії.